# NGC 5512
NGC 5512 é uma galáxia elíptica (E) localizada na direcção da constelação de Boötes. Possui uma declinação de +30° 51' 20" e uma ascensão recta de 14 horas, 12 minutos e 41,1 segundos.
A galáxia NGC 5512 foi descoberta em 3 de Maio de 1883 por Édouard Jean-Marie Stephan.